# Кузнецово (Кимрский район)
Кузнецово — опустевшая деревня в Кимрском районе Тверской области. Входит в состав Приволжского сельского поселения.

## География
Находится в юго-восточной части Тверской области на расстоянии приблизительно 24 км на северо-восток по прямой от районного центра города Кимры в правобережной части района.

## История
Известна была с 1635 года как деревня с 1 двором. В 1859 году здесь (деревня Калязинского уезда Тверской губернии) было учтено 10 дворов. Ныне имеет дачный характер.

## Население
Численность населения: 152 человека (1859), 0 как в 2002 году, так и в 2010.